# Angie Orjuela
Angie Rocío Orjuela es una atleta colombiana de alto rendimiento, especializada en pruebas de largo aliento, en las que se destacan los 10 000 metros, Media maratón, Maratón, entre otras. 
Dentro de sus participaciones más importantes se encuentran la Maratón en Juegos Olímpicos de Río de Janeiro 2016, en la que ocupó la 43 casilla, convirtiéndose así en la mejor colombiana en dicha prueba. Además ha sido la ganadora de Carrera de la Mujer de Bogotá, Allianz15K, entre otros eventos nacionales. Entre sus participaciones internacionales más importantes se encuentra la Maratón de Santiago en Chile, donde terminó cuarta con un tiempo de 2:34:58 que le permitió clasificar a los Juegos Olímpicos, RocknRoll Half Maraton en Filadelfia, donde ocupó la sexta posición con un tiempo de 1:12:22, mejor registro suramericano en la temporada 2015, Campeonato Mundial de Media Maratón realizado el 2016 en Cardiff, Reino Unido en la que finalizó en la casilla 30 con tiempo de 1:13:16, Maratón de Hamburgo, Alemania, Media Maratón de Guadalajara en México donde terminó en la segunda posición. Entre muchas otras participaciones.

## Récords personales
- 5000 metros – 16:45.67 (2012), Berkeley, Estados Unidos
- 10000 metros – 33:27.22 (2019), Mt. SAC Relays
- 10 km – 34:16 (2016), Girardot, Colombia
- Media maratón – 1:12:07 (2020), Campeonato Mundial de Media Maratón
- Maratón - 2:29:12 (2020), Maratón de Valencia